# Ibon szengun cshoumira
Az Ibon szengun cshoumira (hangul: 이번 생은 처음이라, RR: Ibeon saengeun cheoeumira), angol címén Because This is My First Life, 2017-ben bemutatott dél-koreai televíziós sorozat, melyet a tvN csatorna vetített 2017. október 9. és november 28. között 
I Mingi (Lee Min-gi) és Csong Szomin (Jeong So-min) főszereplésével. I Mingi (Lee Min-gi) 2007 óta először tért vissza a televízió képernyőjére.

## Cselekmény
A sorozat három pár történetét követi nyomon. Nam Szehi (Nam Se-hui) különc ember, egy okostelefon-alkalmazást fejlesztő cégnél dolgozik. Semmi más nem érdekli, csak a lakása jelzáloghitele, és a macskája. Egyhangú hétköznapjai megváltoznak, amikor kiadja az egyik szobáját a sürgősen lakást kereső Jun Dzsihó (Yun Ji-hó)nak, aki tévésorozatokon dolgozik forgatókönyvíró-asszisztensként és nagy álma, hogy végre önállóan írhasson forgatókönyvet. A dolgok úgy alakulnak, hogy Szehi (Se-hui) és Dzsiho (Ji-ho) érdekházasságot kötnek.
Dzsiho (Ji-ho) két barátnője is hadilábon áll a szerelemmel. Horang és kedvese, Vonszok (Won-seok) 7 éve randevúznak, ám a fiú csak nem akarja megkérni a házasságról ábrándozó lány kezét, ami konfliktusokhoz vezet.
Szudzsi (Su-ji) modern dolgozó nő, egy nagy befektetési vállalatnál sikeres, magas pozícióban van, ám ez nem elégíti ki a vágyait, mert mindig arról ábrándozott, hogy saját cége lesz. Férfi kollégái cukkolják, ízléstelen szexuális megjegyzéseket tesznek rá, amit muszáj eltűrnie. Ambícióiból kifolyólag nem akar tartós kapcsolatot, pusztán játékszerként tekint a férfiakra, mindaddig, amíg a rámenős Szanggu (Sang-gu), Szehi (Se-hui) főnöke el nem kezd komolyan harcolni a szerelméért.

## Szereplők
- I Mingi (Lee Min-gi) (이민기): Nam Szehi (남세희, Nam Se-hui)
- Csong Szomin (Jeong So-min) (정소민): Jun Dzsiho (윤지호, Yun Ji-ho)
- Esom (이솜): U Szudzsi (우수지, Woo Su-ji)
- Pak Pjongun (Park Byeong-eun) (박병은): Ma Szanggu (마상구, Ma Sang-gu)
- Kim Gaun (Kim Ga-eun) (김가은): Jang Horang (양호랑, Yang Ho-rang)
- Kim Minszok (Kim Min-seok) (김민석): Sim Vonszok (심원석, Sim Won-seok)